# Leif-Erik Holm
Leif-Erik Holm (nascido em 1 de agosto de 1970 em Klein Trebbow, Bezirk Schwerin) é um político alemão do partido AfD e desde 2017 membro do Bundestag, o parlamento federal alemão.
Holm trabalhou como apresentador de rádio para a emissora privada Antenne MV, estudou economia em Berlim e tornou-se político em 2013. Holm é desde 2013, com uma breve interrupção em 2015, presidente do seu partido em Mecklenburg-Vorpommern. Ele foi o principal candidato da AfD no estado nas eleições federais alemãs de 2013 e também foi o favorito do seu partido nas eleições estaduais de Mecklenburg-Vorpommern de 2016. Durante a campanha, Holm alertou sobre a disseminação do Islão, apesar da presença relativamente rara de muçulmanos e migrantes no estado.
Holm trabalhou temporariamente para a colega política da AfD, Beatrix von Storch.